# Ursula Wirth
Ursula Wirth Fernström, född Wirth 25 april 1934 i Sundsvall, död 10 april 2019 i Stockholm, var en svensk rallyförare och co-driver. Hennes största framgång var tävlingen i Gran Premio Argentina, 1962, där duon Ewy Rosqvist och Ursula Wirth inte bara vann totalt utan även samtliga sex etapper på en ca 500 mil lång sträcka. De var de första kvinnorna som överhuvudtaget ställde upp i loppet med ca 280 män som medtävlande.

## Biografi
Ursula Wirth arbetade under slutet av 1950-talet som veterinärassistent i Vara. Uppgiften var att besöka ett tiotal gårdar varje dag. Bilresorna blev många och företogs även på nätterna. Wirth märkte att hon tyckte om att köra bil, och hon blev lockad när hon såg att en tävling: Årets motorkvinna hade utlysts. Hon vann inte men tränade därefter så ofta hon kunde och ställde upp i lokala rallyn i Västergötland. Året därpå, 1960, körde hon snabbast i denna tävling men kom bara tvåa på grund av vissa poängavdrag. Vid en torsdagsträff i den lokala motorklubben i Vara träffade hon den fem år äldre Ewy Rosqvist (också hon veterinärassistent), som frågade om Ursula Wirth ville bli hennes co-driver i det förestående Tyska rallyt. Paret, som då körde Volvo, vann damklassen det året. 
Ursula Wirth gifte sig 1965 med programledaren i radio och TV, Magnus Banck (död 1981). I samband med giftermålet avslutade hon sin rallykarriär. År 1987 gifte hon om sig med professor Ingmar Fernström (död 2014). Under ca 30 år drev Ursula Wirth en bilskola under eget namn i Vasastan i Stockholm. 
Den svenska filmen Rallybrudar (2008) var inspirerad av Ewy Rosqvists och Ursula Wirths framgångar, men den skiljer sig från verkligheten i många avseenden. 

## Rallykarriären

### Argentinarallyt

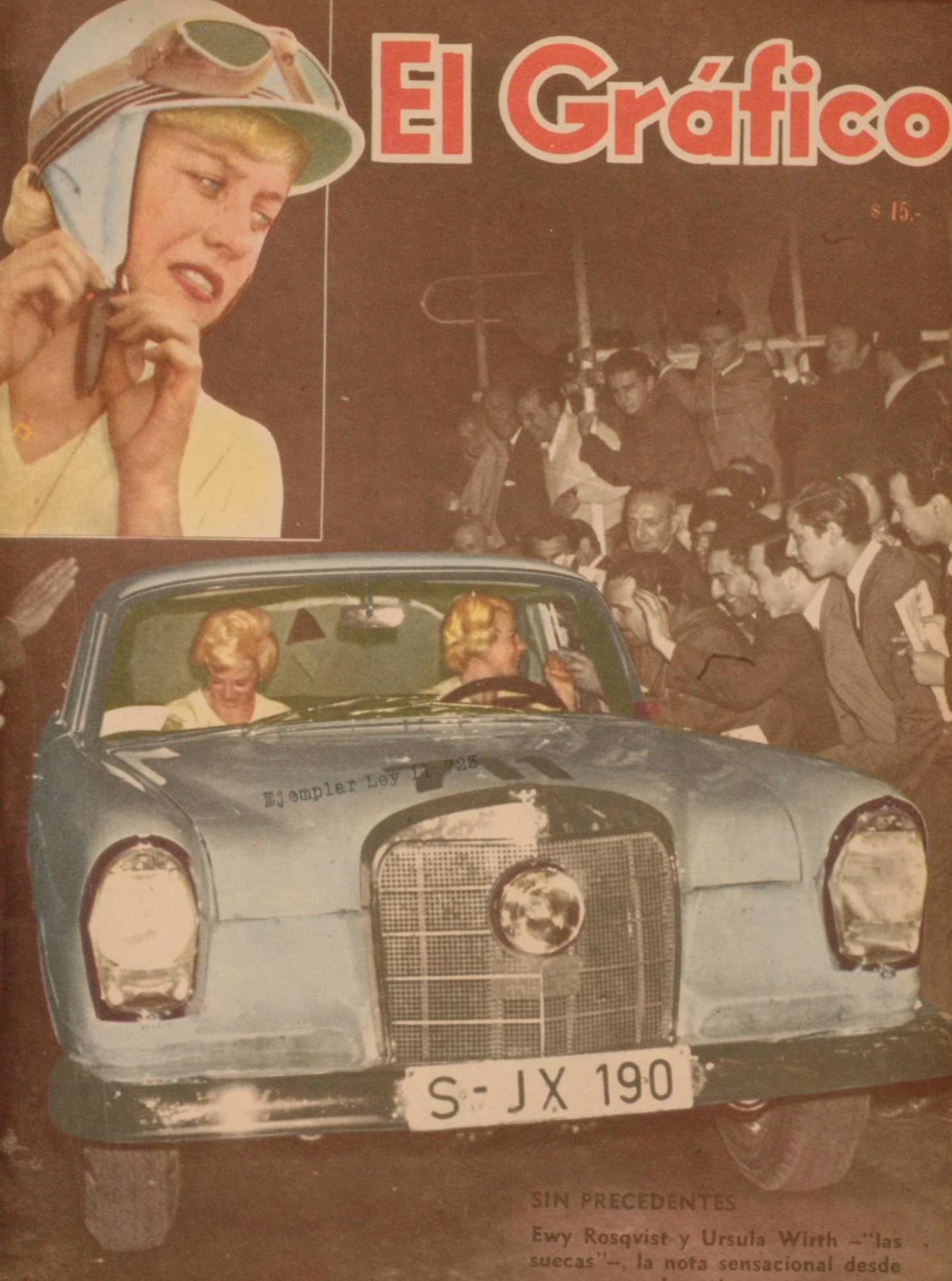
Ewy Rosqvist och Ursula Wirth på omslaget till den argentinska tidningen El Gráfico, 31 oktober 1962.

År 1962 tävlade duon Ewy Rosqvist och Ursula Wirth i världens största bilrally på allmän väg, ”Gran Premio Argentina”, Argentinas Grand Prix. De vann inte bara hela tävlingen utan också alla sex deletapper. De slog samtidig ett nytt rekord med en genomsnittshastighet på 127 km/tim (året dessförinnan var det 121 km/tim). Ewy hade samma år köpts över till Mercedes, och ekipaget körde en Mercedes-Benz 220 SE.
Argentina GP var speciellt: fri fart på allmän väg och dittills med bara män som tävlande. När de två blonda svenskorna kom till tävlingen trodde många att de var där för att vara reklampelare för Mercedes. När de sedan stod som vinnare blev det en världssensation och toppnyhet i världspressen. Efter varje etapp fick poliser patrullera runt hotellet för att hålla beundrare borta.
Tävlingen var extremt farofylld – av de 280 ekipage som ställde upp kom endast 55 i mål efter de 11 dagarna. Den nästan 500 mil långa banan sträckte sig över ett mycket varierat landskap: grusvägarna på Pampas, hårnålskurvorna i bergskedjan Anderna med högsta punkten på 3000 m och det särskilda väglaget i saltöknen Salinas Grandes. Året därpå, 1963, kom ekipaget Ewy och Ursula på tredje plats. De körde då en Mercedes med samma motorstyrka som tidigare, Mercedes-Benz 220 SE, medan de som tog första och andra placeringarna körde Mercedes-Benz 300 SE, dvs med högre motorstyrka. 
Några år senare ansågs loppet vara så farligt att det stoppades.

### Andra rallyn
Ursula Wirth deltog som co-driver även i Monte Carlo-rallyt fem gånger, varav tre med Ewy Rosqvist som försteförare. År 1963 vann de damklassen. Året därpå, 1964, var Ursula Wirth co-driver åt Pat Moss; ekipaget kom då tvåa. 
Hon deltog även i ett ”marathonlopp”: Liège–Sofia–Liège som tog tre dygn på allmän väg (Autobahn bland annat). 
Ett rally i Polen som Ursula Wirth deltog i under kommunisttiden innebar stora påfrestningar mot bakgrund av att landet var svårt krigshärjat och de tävlande ständigt bevakades av beväpnad militär.